# Empresa de Transporte Aéreo

Briefmarke der ETA zu 2000 Reis

Empresa de Transporte Aéreo & Companhia Limitada (Abkürzung ETA) war eine brasilianische Luftfahrtgesellschaft, die 1928 gegründet wurde. Bereits 1929 stellte sie ihren Betrieb ein. Unter Philatelisten ist die Gesellschaft noch heute ein Begriff, da sie für die Beförderung von Postsendungen eigene Briefmarken herausgab, die heute wertvolle Sammelstücke sind.

## Geschichte
Obwohl die Gesellschaft 1928 gegründet wurde, reicht die Vorgeschichte weiter zurück. Im Jahr 1927 wollte Ralph O’Neill einen Luftpostdienst zwischen den Vereinigten Staaten von Amerika und Südamerika errichten. Hierzu unternahm er einerseits Anstrengungen zum Aufbau einer US-amerikanischen Luftfahrtgesellschaft auf der Stammroute und andererseits dem Kauf oder der Gründung lokaler Airlines, welche die Zubringer- und Verteilerflüge übernehmen sollten.
Mit diesem Hintergrund kontaktierte O’Neill Ruy Vacani und die Brüder Benjamin und Alexandre Braga, die gerade eine eigene Luftverkehrsgesellschaft aufbauten. Der Kontakt führte nicht zu einem Vertragsabschluss, denn O’Neill war weder mit den finanziellen Aspekten eines Zusammenschlusses einverstanden noch konnten Vacani und die Braga-Brüder exklusive Rechte zur Postbeförderung auf den geplanten Routen vorweisen, wie dies von O’Neill gefordert wurde.
Beide Unternehmungen trieben ihre Pläne weiter voran, und während O’Neill die New York, Rio, and Buenos Aires Line (NYRBA) aufbaute, gründeten Vacani und die Gebrüder Braga am 10. August 1928 die Empresa de Transporte Aéreo & Companhia Limitada. ETA erhielt am 1. März 1929 die Konzession für Verkehrsflüge über brasilianisches Territorium. Allerdings verweigerte die brasilianische Regierung der Gesellschaft die Gewährung von Exklusivrechten auf den Flugrouten. Es war geplant, Post auf den Strecken von Rio de Janeiro nach São Paulo, nach Campos dos Goytacazes und nach Belo Horizonte zu fliegen. Hierzu sollten Flugzeuge mit Radfahrwerken eingesetzt werden, was seinerzeit in Brasilien noch ungewöhnlich war.
Der erste Flug startete am 30. Juli 1929 vom Flughafen Rio de Janeiro-Manguinhos nach São Paulo-Campo de Marte Airport und dauerte 3 Stunden und 45 Minuten.
Um die Gesellschaft weiter auszubauen, kontaktierten die Eigner der ETA den Direktor der NYRBA, der einem Verkauf von Flugzeugen zustimmte, im Gegenzug aber auch die komplette Airline kaufen wollte. Der Kaufvertrag wurde am 13. August 1929 unterzeichnet und ein kleiner Teil der Verkaufssumme bezahlt. Der Vertrag wurde nie amtlich beurkundet, wies fehlerhafte Klauseln auf und war daher nach brasilianischem Recht ungültig. Weiterhin war die ETA nicht im Besitz der exklusiven Rechte auf ihren Strecken, was von O’Neill ausdrücklich gefordert worden war. Aus diesen Gründen widerrief er den Vertrag und erklärte die Abmachungen für nichtig. Ein jahrelanger Rechtsstreit war die Folge.
Vacani und die Gebrüder Braga verloren das Interesse an dem Luftfahrtunternehmen und stellten den Betrieb am 16. November 1929 ein. Sie verkauften die unter P-BBAC und P-BBAD registrierten Maschinen an die Varig. Zum Verbleib des dritten, P-BBAA registrierten, Flugzeugs gibt es keine Unterlagen.
1947 gründete Ruy Vacani eine andere Luftfahrtgesellschaft, die Lóide Aéreo Nacional.

## Flugziele
- Rio de Janeiro – Manguinhos Airport
- São Paulo – Campo de Marte Airport

## Flotte
Die ETA verfügte über drei Maschinen vom Typ Klemm Kl 25 mit den Kennzeichen P-BBAA, P-BBAC, P-BBAD.